# Trollsvattnet (Hotagens socken, Jämtland, 710572-144106)
Trollsvattnet är en sjö i Krokoms kommun i Jämtland och ingår i Indalsälvens huvudavrinningsområde. Trollsvattnet ligger i Gråberget-Hotagsfjällen Natura 2000-område.